# Pierre Watier

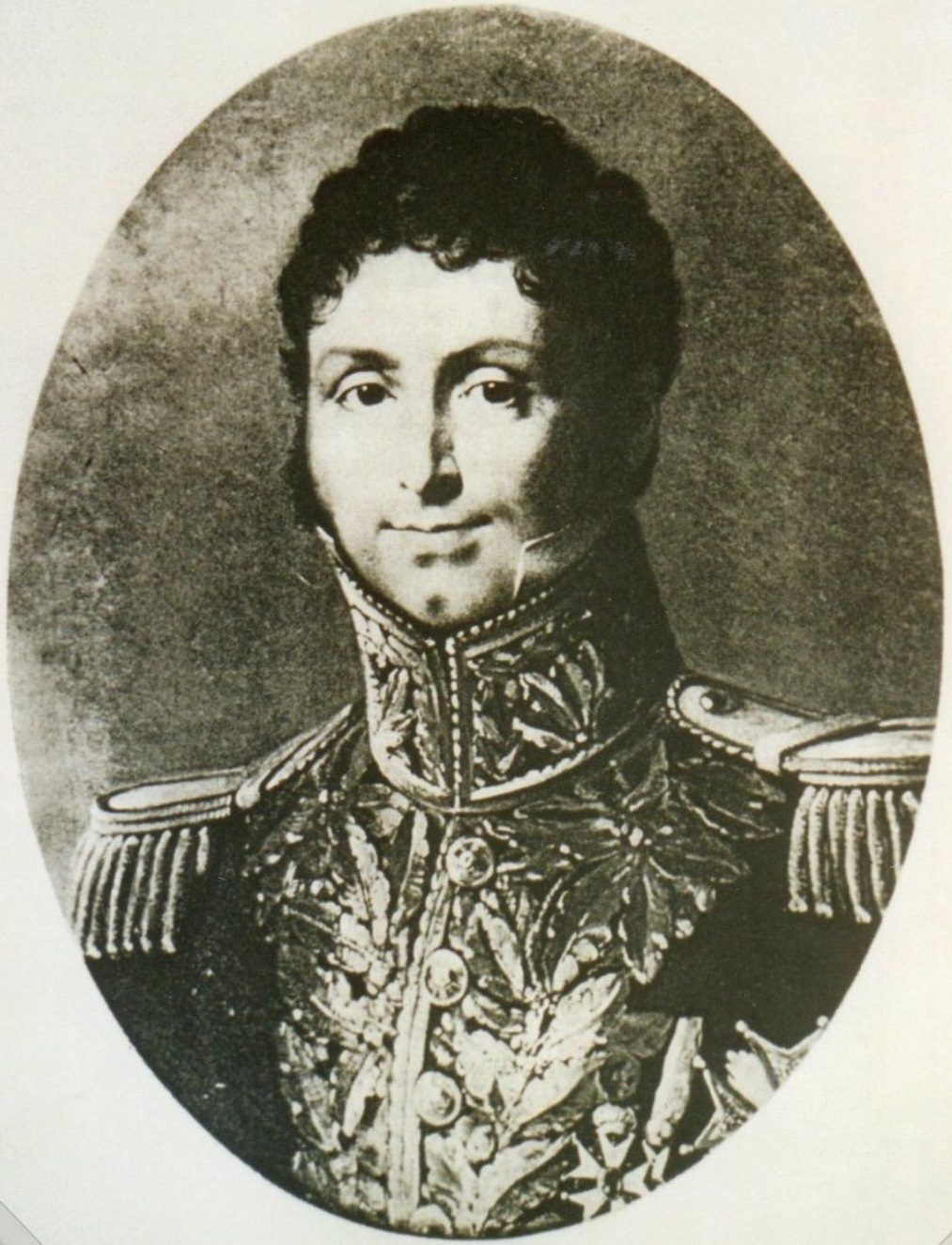
Pierre Wathier de Saint-Alphonse

Pierre Watier (auch Wathier) comte de  Saint-Alphonse (* 4. September 1770 in Laon; † 3. Februar 1846 in Paris) war ein Général de division der französischen Armee.

## Leben
Er trat 1792 als Sous-lieutenant  in ein Kavallerieregiment ein und wurde, nach der Teilnahme an den ersten Feldzügen des Ersten Koalitionskrieges mit der Armée du Nord und der Armée du Rhin zum Chef d’escadron befördert und in den Stab von General Lasalle versetzt. Dann wurde Watier zum Chef de brigade befördert und zum Kommandanten des 4e régiment de dragons (4. Dragonerregiment) ernannt.
Im Jahre 1800 war er im Zweiten Koalitionskrieg in der Division des Generals Barbou während des Feldzugs in Deutschland eingesetzt. Hier erhielt er eine persönliche Belobigung nach dem Gefecht bei Adorf am 18. Dezember. Erneut zeichnete er sich in der Schlacht bei Ulm aus, als er am 7. Oktober 1805 an der Spitze von 200 Dragonern einem feindlichen Korps den Weg verlegte und dieses zurückschlug. Während der Schlacht bei Dürnstein geriet er in österreichische Gefangenschaft. Nach seinem Austausch machte ihn Napoleon zu einem seiner Adjutanten. Wegen seiner Verdienste in der Schlacht bei Austerlitz wurde er am 24. Dezember 1805 zum Général de brigade befördert. 
Im Vierten Koalitionskrieg kämpfte Watier in der Schlacht bei Jena und Auerstedt und zeichnete sich im Gefecht bei Saalfeld erneut aus, wo er eine Kavallerieattacke anführte. Dies brachte ihm eine Erwähnung im Bulletin de la Grande Armée ein. Am 14. Mai 1807 nach dem Frieden von Tilsit wurde er zum Kommandeur der Ehrenlegion ernannt.  
Im Jahre 1808 kämpfte Watier im Spanischen Unabhängigkeitskrieg, wo er zum Erfolg bei Burgos beitrug. Am 25. Oktober 1808 besetzten Detachements der Armee von Général Castaños Viana und Lerín. Der Marechal de France, Moncey sah sich in einigen seiner Positionen bedroht und befahl den Brigaden der Generäle Mabert und Razot – einschließlich der Kavallerie des General Watier in die Offensivbewegung der Spanier hinein anzugreifen und sie auf ihre Ausgangspositionen zurückzudrängen. Die zunächst mit Elan angreifenden Spanier wurden aufgehalten und zurückgeschlagen. Lerin wurde zurückerobert und 1200 Spanier der Besatzung mussten die Waffen niederlegen. 
Am 8. August 1811 wurde Watier zum Général de division befördert, und zum „comte de l’Empire“ (Reichsgraf) ernannt. Danach kehrte er nach Frankreich zurück um dann am Feldzug nach Russland teilzunehmen. Nach dem Rückzug der Grande Armée und den damit verbundenen Kämpfen legte Wartier seinen Degen erst 1814 nach der Kapitulation von Paris nieder. 
Während der ersten Restauration verlieh ihm König Ludwig XVIII. den Ordre royal et militaire de Saint-Louis. Nach der Rückkehr Napoleons während der Herrschaft der Hundert Tage übertrug ihm dieser das Kommando der „5edivision de cavalerie“ (5. Kavalleriedivision) der Nordarmee, mit der er in die Schlacht bei Waterloo zog.   
Nach dem Ende des Kaiserreichs und dem Beginn der zweiten Restauration war er ohne Kommando und wurde zunächst auf Halbsold gesetzt. Dann wurde er bei der königlichen Verwaltung angestellt, wo er den Posten eines „Inspecteur-général“ (Generalinspekteurs) der Gendarmerie übertragen bekam. Im Mai 1812 wurde er zum Grand-officier der Ehrenlegion ernannt. Schließlich ging er in den Ruhestand und zog sich auf sein Schloss Château de Vimer im Département Orne zurück. Dort erlitt er am 2. Februar 1840 einen Gehirnschlag und starb am 3. Februar 1846 in Paris.
Im Jahre 1811 heiratete er die Schwester des späteren Marineministers Ange René Armand de Mackau, die eine der Hofdamen der Kaiserin Joséphine war.
Sein Name wurde im Arc de Triomphe verewigt. Er befindet sich als WATHIER in der 12. Kolonne auf dem Ostpfeiler an unterster Stelle.

## Auszeichnungen
- Kommandeur der Ehrenlegion
- Großoffizier der Ehrenlegion
- Ritter des Ordre royal et militaire de Saint-Louis